# Marta Matejko
Marta Matejko (ur. 21 grudnia 1998) – polska siatkarka, grająca na pozycji przyjmującej. 

## Sukcesy klubowe
Mistrzostwa Polski Juniorek:
- 2017[5]

Mistrzostwo Korei Południowej:
- 2025[6]